# Raising Cane's Chicken Fingers
A Raising Cane's Chicken Fingers é uma cadeia americana de fast casual especializada em chicken fingers fundada em 1996 em Baton Rouge, Luisiana, por Todd Graves e Craig Silvey. A empresa tem o nome do cão de Graves, um labrador amarelo. Outros Labradores amarelos serviram como mascotes da empresa, bem como animais de terapia certificados.

## História
Os fundadores Todd Graves e Craig Silvey estavam a estudar em universidades diferentes quando escreveram um plano para um restaurante de chicken fingers que Silvey apresentou num curso de redação de planos de negócios, recebendo uma nota de C menos. Na altura, Graves trabalhava no Guthrie's Chicken Fingers.
O plano de negócios foi rejeitado inúmeras vezes por potenciais investidores, pelo que Graves e Silvey ganharam o dinheiro necessário trabalhando em vários trabalhos manuais. Obtiveram um empréstimo da SBA, que utilizaram para abrir o seu primeiro restaurante, localizado em Baton Rouge, no cruzamento da Highland Road com a State Street, perto do campus da LSU. Silvey vendeu a sua parte da sociedade pouco depois da abertura do segundo restaurante.
Em março de 2020, muitos dos locais da Cane's mudaram de serviço de jantar para serviço de recolha e entrega apenas devido à pandemia de COVID-19, enquanto outros fecharam temporariamente. Em julho de 2020, alguns locais tinham reaberto as suas salas de jantar, embora Graves tenha dito que a empresa não tinha pressa em fazê-lo em grande escala.
Em 2021, em resposta à escassez de trabalhadores, a empresa começou a enviar centenas de funcionários corporativos para trabalhar em seus restaurantes como cozinheiros e caixas, além de suas funções existentes em relação à contratação de novos funcionários. A empresa planejava contratar 10.000 novos empregados. O co-CEO da empresa afirmou que os empregados das empresas recebem formação na cozinha e na caixa em circunstâncias normais.
Em 2022, a Raising Cane's processou um centro comercial em Hobart, Indiana. Depois de a cadeia de restaurantes ter assinado um contrato de arrendamento de longa duração, veio a saber-se que o centro comercial tinha um acordo de não concorrência com a McDonald's que proibia outros vendedores de venderem produtos de frango desossado no complexo.
Em junho de 2024, a Raising Cane's iniciou uma campanha baseada no seu Iced Tea, com o ator e rapper Ice-T como mascote da campanha. A campanha terminou no final de junho.

## Expansão internacional
A cadeia começou a expandir-se internacionalmente em 2015, abrindo o seu primeiro restaurante no Kuwait. A mascote homônima, um cão, não é vista na sinalética e na mercadoria, uma vez que os cães não são populares no Kuwait devido a razões religiosas.